# Cerro las Campanas
Cerro las Campanas är en ort i Mexiko.   Den ligger i kommunen Solosuchiapa och delstaten Chiapas, i den sydöstra delen av landet, 700 km öster om huvudstaden Mexico City. Cerro las Campanas ligger 627 meter över havet och antalet invånare är 763.
Terrängen runt Cerro las Campanas är bergig söderut, men norrut är den kuperad. Runt Cerro las Campanas är det ganska tätbefolkat, med 72 invånare per kvadratkilometer. Närmaste större samhälle är Ixhuatán, 5,9 km sydväst om Cerro las Campanas. I omgivningarna runt Cerro las Campanas växer i huvudsak städsegrön lövskog.